# Hrušovany (Slovacchia)
Hrušovany (in ungherese Nyitrakörtvélyes) è un comune della Slovacchia facente parte del distretto di Topoľčany, nella regione di Nitra.